# Bauchi (delstat)
Bauchi är en delstat i norra Nigeria, nordost om Josplatån. Huvudstaden är Bauchi. Delstaten Gombe var en del av området fram till 1996. Delstaten är etniskt mycket komplex; de största folkgrupperna är fulani och hausa.

## Natur
Höglandet i den sydvästra delen av delstaten är en förlängning av Josplatån, med toppar på 1 500 till 1 700 meter över havet. Terrängen sänker sig österut mot floden Gongola, som är en av Benues bifloder. Delstaten har ett rikt djurliv.

## Näringsliv
Ekonomin domineras av jordbruk med odling av hirs, durra, majs, ris, vete, kassava, tobak, tomater och andra grönsaker. Husdjurhållning dominerar i norr. Bomull, kaffe och jordnötter odlas för export. Industrin omfattar livsmedels-, textil- och cementindustri samt mekanisk industri.